# Radikal 212
Radikal 212 龍 mit der Bedeutung „Drache“ ist eines von lediglich zwei traditionellen Radikalen der chinesischen Schrift mit  sechzehn Strichen. Das chinesische Kurzzeichen für Drache (龙) ist stark vereinfacht und auch die japanische Kurzform (竜) lässt kaum noch die Herkunft erkennen.
Mit 5 Zeichenverbindungen in Mathews’ Chinese-English Dictionary kommt es nur sehr selten vor. Auch im Kangxi-Wörterbuch waren es nur 14 von 40.000 Schriftzeichen, die unter diesem Radikal zu finden waren.
In zusammengesetzten Zeichen tritt 龍 / 龙 hauptsächlich als Lautträger auf wie in 
瀧 / 泷 (= Stromschnelle),
籠 / 笼 (= Käfig) und
聾 / 聋 (= taub).
Der chinesische Drache ist das bekannteste Fabelwesen des ostasiatischen Kulturkreises. Dieser ist – im Gegensatz zu den europäischen Drachen – eher mit einer Gottheit als mit einem Dämon zu vergleichen. Lokale Drachengottheiten (in Flüssen und Seen) werden in ländlichen Gegenden angebetet, um beispielsweise Regen zu erbitten. Das Aussehen des Drachen lässt sich folgendermaßen beschreiben:
1. Leib einer Schlange,
2. Kopf eines Wasserbüffels,
3. Maul eines Kamels,
4. Augen eines Dämonen,
5. Mähne eines Löwen,
6. Barten eines Karpfens,
7. Klauen eines Adlers,
8. Geweih eines Hirsches und
9. Zähne eines Wolfes.

Der Drache ist eines der zwölf Tiere im chinesischen Kalender. In China ist er das populärste der zwölf Zeichen: In Drachenjahren kommt es – vor allem seit der Ein-Kind-Politik – nachweislich zu einem signifikanten Anstieg der Geburtenrate. 
Drachenjahre (辰 chén) sind:
| 16. Februar | 1904 bis 03. Februar | 1905 |
| 03. Februar | 1916 bis 22. Januar  | 1917 |
| 23. Januar  | 1928 bis 09. Februar | 1929 |
| 08. Februar | 1940 bis 26. Januar  | 1941 |
| 27. Januar  | 1952 bis 13. Februar | 1953 |
| 13. Februar | 1964 bis 01. Februar | 1965 |
| 31. Januar  | 1976 bis 17. Februar | 1977 |
| 17. Februar | 1988 bis 05. Februar | 1989 |
| 05. Februar | 2000 bis 23. Januar  | 2001 |
| 23. Januar  | 2012 bis 09. Februar | 2013 |

## Schriftzeichenverbindungen, die vom Radikal 212 regiert werden
| Striche | Zeichen  |
| ------- | -------- |
| +0      | 龍 竜 龙 |
| +02     | 龎       |
| +03     | 龏 龐 龘 |
| +04     | 龑       |
| +05     | 龒       |
| +06     | 龓 龔 龕 |
| +16     | 龖       |
| +17     | 龗       |

 Im Unicodeblock Kangxi-Radikale ist das Radikal 212 unter der Codepointnummer 12.243 (U+2FD3) codiert.